# Ана Карина
Ана Карина (на френски: Anna Karina) е артистичен псевдоним на датско-френската актриса Хане Карин Байер (на датски: Hanne Karin Bayer). През 1961 г. е носителка на Сребърна мечка за най-добра актриса.

## Биография
Майката на Карина e била собственик на магазин за дрехи, a баща ѝ напуска семейството една година след като се e родила. Живяла e със своите баба и дядо по майчина линия в продължение на три години. Прекарва следващите четири години в приют, преди да се върне да живее с майка си. Тя описва детството си като „страшно желаеща да бъде обичана“, като многократно прави опити да избяга от дома.
Започва кариерата си в Дания, където пее в кабарета и работи като модел в реклами. На 14-годишна възраст тя се появява в датски късометражен филм на „Ib Schmedes“, който печели награда в Кан. През 1958 година последва майка си и заминава за Париж.

## Избрана филмография
| година | филм                  | оригинално заглавие     | роля                  | режисьор                |
| ------ | --------------------- | ----------------------- | --------------------- | ----------------------- |
| 1960   | Малкият войник        | Le Petit Soldat         | Вероника Дрейер       | Жан-Люк Годар           |
| 1961   | Жената си е жена      | Une femme est une femme | Анжела                | Жан-Люк Годар           |
| 1961   | Тази вечер или никога | Ce soir ou jamais       | Валери                | Мишел Девил             |
| 1962   | Клео от 5 до 7        | Cléo de 5 à 7           | Годеницата            | Анес Варда              |
| 1962   | Да живееш живота си   | Vivre sa vie            | Нана Клайнфранкенхайм | Жан-Люк Годар           |
| 1962   | Четирите истини       | Le quattro verità       | Коломбе               |                         |
| 1964   | Банда аутсайдери      | Bande à part            | Одил                  | Жан-Люк Годар           |
| 1965   | Алфавил               | Alphaville              | Наташа фон Браун      | Жан-Люк Годар           |
| 1967   | Чужденецът            | Lo straniero            | Мари Кардона          | Лукино Висконти         |
| 1974   | Хляб и шоколад        | Pane e cioccolata       | Елена                 | Франко Брузати          |
| 1976   | Китайска рулетка      | Chinesisches Roulette   | Ирене Картис          | Райнер Вернер Фасбиндер |